# جامع الشهيد خميس (الأنبار)
جامع الشهيد خميس من مساجد العراق الحديثة، في قضاء الرمادي في محافظة الأنبار، وبني في عام 1409هـ/1989م، على نفقة المتبرع (جربوع عجيل سلام)، وتبلغ مساحتهُ 1500م2، ويحتوي الحرم على مصلى واسع تبلغ مساحتهُ 1000م2 ويتسع لأكثر من 1000 مصل، والحرم مستطيل الشكل بطول 20م وعرض 50م تقريباً مبني من الطابوق، ويرتفع السقف بحوالي 5م، وقد زينت جدرانهُ بالآيات القرآنية من الداخل، ومقابل الحرم فسحة طارمة مسقفة، وتليها حديقة واسعة جميلة.
ومن ملحقات الجامع غرفة للإمام والخدم، ويحتوي الجامع على مبنى منارة مئذنة عالية، وتقام في الجامع صلاة الجمعة، وصلاة العيدين والصلوات الخمس.